# とんからりん
『とんからりん』は、1990年4月1日から同年9月30日まで日本テレビで放送されていたバラエティ番組。放送時間は毎週日曜 17:00 - 17:15 （日本標準時）。
番組の最初と最後にはプラレールの新幹線の映像を使用していた。

## 出演者
- SET隊（岸谷五朗、寺脇康文、山田幸伸）
- 森口博子